# İbrahim Sokullu
İbrahim Sokullu (* 1. Januar 1955 in Çanakkale) ist ein ehemaliger türkischer Fußballspieler.
Sokullu begann seine Karriere bei Bigaspor. Es folgten Engagements bei Boluspor und Edirnespor. Zur Saison 1979/80 wurde der Stürmer von Galatasaray Istanbul verpflichtet. Für die Gelb-Roten spielte Sokullu vier Jahre lang und kam in dieser Zeit zu 17 Ligaspielen.
Von 1983 bis 1987 spielte Sokullu ein weiteres Mal für Bigaspor.